# Bob Brown
Robert James "Bob" Brown (Oberon, Nova Gales do Sul, 27 de dezembro de 1944) é um  ex-político, médico e ambientalista australiano. É ex-Senador e ex-líder parlamentar dos Verdes Australianos. Brown foi eleito para o Senado Australiano nos Verdes da Tasmânia, sentando -se com o senador Dee Margetts dos Verdes Austrália Ocidental de modo a formarem o primeiro grupo de senadores Australianos Verdes,  seguindo a eleição federal de 1996. Ele foi reeleito em 2001 e em 2007. Ele foi o primeiro membro abertamente gay  do Parlamento da Austrália, e o primeiro líder gay de um de partido político Australiano.
Enquanto servia no parlamento da Tasmânia, Brown efetuou uma campanha,com êxito, para o grande aumento da proteção de áreas selvagens. Brown liderou os Australianos Verdes desde a fundação em 1992 até abril de 2012, período no qual as sondagens cresceu para cerca de 10% em níveis estadual e federal (13,9% do voto principal em 2010). Entre 2002 e 2004, quando partidos menores mantiveram o equilíbrio de poder no Senado, Brown tornou-se num político bem reconhecido. Em Outubro de 2003, Brown tornou-se assunto de interesse das mídias internacionais quando ele foi suspenso do parlamento por protestado durante um discurso do presidente dos Estados Unidos George W. Bush.
Em 13 de abril de 2012, Brown renunciou à liderança dos Verdes e indicou a sua intenção de renunciar ao Senado em junho. Isso ocorreu em 15 de junho de 2012.

## Início da vida e educação
Brown nasceu em Oberon, Nova Gales do Sul, um dos gêmeos e frequentou a Escola Pública de Trunkey, Coffs Harbour High School (1957-60) e a a Boys High School. No seu último ano, foi eleito capitão da escola.
Depois de se formar, Brown matriculou-se em medicina na Universidade de Sydney, onde obteve o grau de Bacharelado em Medicina e Cirurgia.

## Pré-carreira parlamentar
Brown praticou medicina durante algum tempo no Royal Canberra Hospital. Durante a sua permanência no hospital, ele e outro médico sénior, tomaram uma posição pacifista  com vista a certificar que os homens jovens que não queriam lutar na Guerra do Vietnam como inaptos para serem recrutados.  Ele depois trabalhou como residente nos hospitais de Darwin e de Alice Springs . Mais tarde, ele conheceu John Hawkins, um cirurgião que tinha percorrido a caiaque os rios na Tasmânia.
Brown viajou para Londres em 1970 e trabalhou no Hospital de Hounslow Cottage e no St Maria do Abade Hospital em South Kensington. Ele era o médico residente em serviço no lugar de santa Maria Abade, quando o corpo de Jimi Hendrix foi trazido.
No momento de sua reforma, muitos meios de comunicação noticiaram, erradamente, que ele tinha pronunciado Hendrix morto. Brown mais tarde esclareceu que, enquanto ele estava no serviço quando Hendrix foi trazido, "ele já se encontrava morto por algumas horas", e que Hendrix foi oficialmente declarado morto por um médico diferente que, pelos vistos, era também australiano.
Brown mudou-se para a Tasmânia , em 1972, e trabalhou como clínico geral em Launceston. Ele logo se envolveu no estado do movimento ambiental, em especial na campanha para salvar o Lago Pedder. Em 1972, ele foi um membro do recém-formado Estados Tasmânia Grupo, da Austrália, o primeiro "Partido Verde".
Em 1976, ele fez uma greve de fome durante uma semana, no topo do monte Wellington, em protesto contra a chegada a Hobart do navio nuclear de guerra USS Enterprise

## Política do estado
Em 1978, Brown foi nomeado diretor do Deserto da Sociedade da Tasmânia. No final da década de 1970, ele emergiu como um líder da campanha para impedir a construção da Barragem Franklin, que teria afogado Rio Franklin, como parte de um projeto hidrelétrico. Brown esteve entre as 1500 pessoas presas que protestaram durante a campanha. Posteriormente, ele passou 19 dias na Prisão Hobart Risdon. No dia da sua libertação, em 1983, ele tornou-se um membro do Parlamento da Tasmânia para a posição de Denison na "House of Assembly" após o Democratas Norma Sanders ter abandonado, com êxito, a posição do Senado Australiano; Assim, Brown foi eleito para substituí-lo. A campanha de Franklin foi um sucesso após a intervenção do governo Federal ter protegido do Rio Franklin, em 1983.
Durante seu primeiro mandato, Brown introduziu um amplo número de iniciativas, que incluem a liberdade de informação, a morte com dignidade, redução dos salários parlamentar, uma reforma da lei gay e a proibição da industria com enjaulamento de animais e o suporte para uma Tasmânia livre de energia Nuclear. Seu  projeto de lei, em 1987, para a proibição de armas semiautomáticas rejeitado por ambos os Liberais e os Trabalhistas, membros da Assembleia da Tansmânia. Isto ocorreu nove anos antes do massacre de Port Arthur.
Em 1989, o sistema de representação proporcional da Tasmânia permitiu que os Verdes ganhassem cinco dos 35 lugares na "Tasmanian House of Assembly" e Brown tornou-se seu líder. Ele concordou em apoiar uma minoria do Partido Trabalhista do governo, sobre a base de negociar um Acordo (assinado por Michael Field e Bob Brown), em que os independentes Verdes concordaram em apoiar o orçamento. A ALP concordou em desenvolver uma maior abertura do processo parlamentar, para consulta dos apontamentos do departamento, fornecer um do serviço de investigação legislativa, a paridade de pessoal parlamentar e uma agenda de reformas que incluíram a igualdade de oportunidades, liberdade de informação, parques nacionais protegidos e a divulgação pública contratos de energia e contratos de royalties pelas empresas de mineração. Este acordo, no entanto, foi abandonado devido a questões florestais em 1992. Em 1993 Brown renunciou da "House of Assembly" e defendeu, sem sucesso, a federal câmara dos deputados.

## Política federal
Brown foi eleito para o Senado Australiano para a Tasmânia em 1996, e foi uma forte voz na oposição ao governo conservador de John Howard, no apoio a questões verdes e de direitos humanos, incluindo questões internacionais, tais como o Tibete, Timor-Leste e Papua Ocidental. Ele também introduziu contas para a reforma constitucional, a proteção da floresta, o bloqueio de resíduos radioactivos, a proibição de sentenças obrigatórias de crianças aborígines, a proibição de munições cluster e para diminuição do efeito de estufa.
Nas eleições federais de 2001, Brown foi reeleito para o Senado com uma maior votação. Ele criticou o Primeiro Ministro John Howard por ter recusado que 438 pessoas (principalmente do Afeganistão) pudessem desembarcar na Ilha do Natal, depois de terem sido resgatados do seu barco afundando, no Oceano Índico, pelo MV Tampa, um cargueiro norueguês. Brown foi igualmente crítico do Líder da Oposição Kim Beazley's por ter consentido a posição de John Howard sobre o "Tampa incidente".
Brown foi particularmente crítico na sua oposição à participação Australiana na invasão do Iraque em 2003. Deste modo, tornou-se reconhecido como uma voz de liderança para o movimento antiguerra. Quando o Presidente Bush visitou Canberra, em 23 de outubro de 2003, Brown e o companheiro Senador Kerry Urtiga interromperam o discurso de Bush para uma sessão conjunta das duas Casas do Parlamento. Assim, Brown e Urtiga vestiram sinais referentes a David Hicks e Mamdouh Habib, dois cidadãos Australianos detidos na Baía de Guantánamo, em Cuba. (Habib mais tarde foi libertado sem acusações e Hicks serviu  prisão por fornecer material ao terrorismo), após a sua apreensão por forças dos Estados Unidos no Afeganistão e Paquistão , respectivamente. Bush aceitou as interjeições com bom humor, mas o presidente da Casa, Neil Andrew formalmente "nomeou" Brown e Urtiga. Isso significava que eles estavam suspensos do Parlamento, por 24 horas, facto que os impediram de estar presente durante um discurso do Presidente Chinês, Hu Jintao, realizado no dia seguinte. Contudo, após o discurso Brown apertou a mão de Bush.
Brown opôs-se às alterações à Lei do Casamento, realizadas pelo Governo de Howard, em 2004, afirmando que "Mr Howard devia relaxar e aceitar o casamento gay como parte do futuro do social"
Em dezembro de 2004, a silvicultura e a exportação de lascas de madeira da empresa Gunns Limitada tentou processar Brown e outros, por $6,3 milhões de dólares, em uma ação que relatos da média diziam estar relacionada com uma "contínua campanhas e atividades de danificação" contra a empresa. A Instrução do pedido original, emitido pelos Gunns foi anulada pelo Supremo Tribunal federal e os custos foram atribuídos à Gunns pela acção inicial. Gunns acabaram por  falhar pelo que a empresa finalmente soltou todas as acusações contra Brown, em 13 de dezembro de 2006.
Brown foi formalmente eleito como o primeiro Parlamentar Federal, Líder dos Verdes, em 28 de novembro de 2005, após quase uma década de serviço, como líder desde a sua eleição para o Senado em 1996.
Em fevereiro de 2007, o Governo do Estado da Tasmânia e o Governo Federal Australiano responderam alterando o texto do acordo das florestas regionais do estado. Novas cláusulas deixaram claro que a palavra "proteção" refere-se apenas ao que os dois governos respectivos declaram uma espécie necessita de ser protegida, em vez de o significado da palavra ser baseado em evidências reais de tal.
No início de 2007, Brown atraiu o desprezo de setores da mídia e dos principais partidos políticos devido à sua proposta de se comprometer com um plano, no prazo de três anos, que iria, eventualmente, se refletir na  proibição das exportações de carvão. Brown descreveu as exportações de carvão como a "indústria da energia do hábito de consumo de heroína" e afirmou que a exportação de tecnologias alternativas deveriam ser prioridade.
Brown foi reeleito nas eleições federais de 2007. Ele anunciou sua intenção de candidatar-se na Conferência Nacional dos Verdes, em novembro de 2005.
A seguir, à sua reeleição e do o novo Governo Trabalhista, Brown chamou o novo Primeiro-Ministro, Kevin Rudd, para definir, imediatamente, o máximo  teor alvo de carbono, e, posteriormente, anunciar seus níveis na próxima Conferência das Nações Unidas em Bali, Conferência sobre Mudanças Climáticas em dezembro de 2007, continuando o seu lema de campanha, e dizendo que era "óbvio" qual seria o resultado se a Austrália foi não definisse metas de emissões de carbono.
Em 2005, Brown trouxe um caso legal contra Florestal da Tasmânia na justiça Federal, numa tentativa de proteger a floresta Wielangta de ser desflorestada. Bob Brown, entrou com uma ação contra a Silvicultura Tasmânia, citando ameaças a espécies ameaçadas de extinção como o Papagaio Swift e o Besouro Wielangta . Em dezembro de 2006, o Juiz Shane Marshall decidiu o caso a favor de Brown.
No recurso para o plenário do nível Tribunal Federal, o caso foi perdido, sem rejeitar a decisão anterior de que a exploração madeireira seria a ameaça ainda mais estas espécies.
Brown foi condenado a pagar $240.000 dólares à Silvicultura Tasmânia, que ele disse que não poderia pagar. O não pagamento implicaria em processos de falência, o que teria um custo para  Brown do seu lugar no Senado. Brown já havia rejeitado uma oferta de acordo do Silvicultura Tasmânia, que teria exigido que ele pagasse apenas $200.000 dólares dos custos que tinham incorrido. Em 9 de junho de 2009, o Australiano empresário Dick Smith prometeu ajudar a fiança dele,se necessário, uma oferta que não foi necessário dado as promessas de apoio de mais de 1.000 doadores terem coberto projeto legal Brown, poucos dias depois do seu anúncio.
Em 2011, após o período de 2010-2011 das inundações de Queensland Brown foi criticado por sugerir que metade do Recurso Mineral Alugar Imposto devia ser alocado para futuras catástrofes naturais. Ele fez comentários acerca do efeito que as mudanças climáticas, mais especificamente, o impacto sobre o clima do setor de mineração deve ser contido pois é, parcialmente responsável pelas cheias.
Em 24 de Março de 2012, no 40º aniversário do estabelecimento dos Verdes da Tasmânia, o Senador Bob Brown avisou sobre a degradação da Terra e o impacto que isto poderia ter sobre as gerações futuras. Como uma abordagem possível para antecipar isso, ele propôs um Parlamento Global. Consequentemente, Brown foi recebido com uma ovação de pé. O então vice-líder Christine Milne disse que era "um discurso inspirador". Porém houve críticas à sua abordagem. Na Global Greens Conference Conferência em Dakar, Senegal, África, em 1 de abril de 2012, Bob Brown defendeu que há tinha de ser estabelecido um "Parlamento Globlal", onde "cada cidadão deve ter uma palavra a dizer igual". A resolução final foi suportada pelo Verdes Australianos e outros, foi aprovada.
Em 13 de abril de 2012, o Senador Brown renunciou o cargo de líder dos Verdes e anunciou que ele também renunciaria o Senado em Junho, quando o seu substituto estivesse disponível. Seu vice, Christine Milne, tornou-se no Líder dos Verdes  e o  federal Melbourne MP Adam Bandt Verdes tornou-se no vice-líder. Pedro Whish-Wilson, que tinha anteriormente suportado os Verdes, foi selecionado para substituto de Brown para substituição no Senado.
A demissão do senado Brown teve lugar em 15 de Junho de 2012 às 3:30 pm, quando ele entregou o seu pedido de demissão ao Presidente do Senado, John Hogg. Pedro Whish-Wilson tomou posse no Senado, em 21 de Junho.

## Pós-demissão
Brown configurou a Fundação Bob Brown com o seu parceiro de longa data Paul Thomas para promover a consciência ambiental. Desde a sua criação, a Fundação Bob Brown tem dado prêmios nacionais para muitos ambientalistas Australianos, incluindo Miranda Gibson, Charlie Madeira, Isaac Astill, e Chamou Hutton.
Brown foi um dos oradores no concerto "Save the Kimberley", realizado em 5 de outubro de 2012. Realizado na "Federation Square", em Melbourne, na Austrália, o espetáculo foi parte de uma longa campanha para protestar contra uma proposta de industrializar a área de James Price Point em Broome, Austrália Ocidental. Brown também tinha dirigido um comício em 2 de Setembro de 2012 em Sydney. Brown apareceu num outro concerto de apoio de à causa de Kimberley, em 24 de Fevereiro de 2013, com os músicos Missy Higgins e John Butler, com o evento realizado na Esplanada em Fremantle. Uma marcha para protestar contra a proposta de construção de uma refinaria em James Price Point acompanhou o espetáculo gratuito.
Em 8 de Janeiro de 2013, foi anunciado que Brown se deveria assumir como diretor da Sea Shepherd Conservation Society, entidade sem fins lucrativos, de conservação marinha . Abandonou a organização em abril de 2014.

## Vida pessoal
Em entrevista a um jornal, em 1976, Brown anunciou que ele tinha um parceiro gay para realçar a discriminação e incentivar a reforma da lei, uma vez que a atividade homossexual era um crime na Tasmânia, no momento.
Brown atualmente vive em Cygnet, Tasmânia com o seu parceiro de longa data, Paul Thomas, um agricultor e ativista, que conheceu em 1996.
Brown foi o fundador, em 1990, da Australian Bush Fundo do Património, agora Bush Património Austrália, sem fins lucrativos, organização ambiental dedica à compra e preservar Australiano cerrado. Ele foi Presidente da organização até o ano de 1996. Em 20 de Março de 2011 Brown doou 14 hectares de propriedade e a casa que ele tinha desde 38 anos, Património Australiano. A propriedade está localizada a 47 km (29 milhas) a sudoeste de Launceston, Tasmânia, na Liffey Valley. De acordo com o Australian Geographic, é um site de histórico e significado simbólico.
Brown descreve a si mesmo como um "degenerado presbiteriano".
Em uma entrevista com Richard Fidler publicado no ABC rádio, Nigel Brennan, um Australiano fotojornalista que foi sequestrado na Somália e refém por 462 dias, revelou Brown tinha contribuído 100.000 dólares do seu próprio dinheiro para ajudar a pagar o seu resgate. Também foi revelado que o Brown contactou o empresário Australiano Dick Smith pedindo que ele contribuísse com fundos para a libertação de Brennan, que foi libertado em novembro de 2009, também afirmou na entrevista que Brown teve que emprestar esse dinheiro, uma declaração feita também em vários meios de comunicação no momento da libertação de Brennan"Dick Smith, Bob Brown in deal to free hostages". Australian Broadcasting Corporation. 27 November 2009. Retrieved 30 June 2011.. Na mesma entrevista, Brennan observa que, em contraste com a compaixão de Brown, o governo Australiano parecia despreocupado com o seu bem-estar.
Em julho de 2012, Bob Brown foi indicado para o Hall da Fama em Coffs Harbour High School, onde tinha passado uma parte significativa da sua escola secundária.

## Publicações
Brown publicou vários livros, incluindo Rios Selvagens (1983), Lago Pedder (1986), Tarkine Trilhas (1994), Os Verdes (1996) (com Peter Singer), Memorando para uma mais Sã do Mundo (2004), Vale dos Refains (2004), Tasmânia Recherche Bay (2005), Terra (2009) e Em Balfour Rua (2010). Em 2004 James Norman publicou a primeira biografia autorizada de Brown, intitulado Bob Brown: Uma Suave Revolucionário.

## Prémios
Bob Brown recebeu os seguintes prêmios:
- "Australiano do Ano" para o jornal The Australian (1983)
- IUCN Packard Prêmio (1984)
- UNEP Global 500 Roll of Honour (1987)
- Prêmio Goldman de Meio Ambiente (1990)
- MAPW Prêmio de Médico Distinto (1990)
- BBC Wildlife magazine 'Mundo Mais Inspiradoras do Político' (1996)
- National Trust Australiano Tesouro Nacional (1998)
- Rainforest Action Network Herói Ambiental (2006)
- Prêmio de Paz Australiano (2009)
- Australiano Humanista do Ano (2010)